# د نلسون میل
نلسون میل (به انگلیسی: The Nelson Mail) یک روزنامه ۴ روز در هفته در نلسون، نیوزلند است که متعلق به شرکت تجارت رسانه‌ای استاف لمیتید است. روزنامه در سال ۱۸۶۶ با عنوان The Nelson Evening Mail تأسیس شد. چاپ اول در ۵ مارس ۱۸۶۶ منتشر شد. در حدود سال ۱۹۰۶ مقاله محلی دیگری به نام "استعمارگر" را به خود جذب کرد.